# Tellego
Tellego (Teyego en asturiano y oficialmente) es una parroquia del concejo asturiano de Ribera de Arriba. Está situada a 2 km de Soto de Ribera. Tiene una superficie de 5,78 km² y una población de 75 habitantes.
Entre sus construcciones cabe destacar la iglesia de San Nicolás de Bari (siglo XVII).

## Barrios
- Entrepuentes (Entepuentes oficialmente)
- Las Meanas (Les Mianes)
- La Mortera
- Sardín
- Tellego (Teyego)
- Vegalencia

Entidades menores
- El Bravial
- Les Cases de Baxo
- La Corrá
- La Cortina
- La Cruz del Valle
- La Fontanina
- Les Fraes
- Les Lliñaes
- El Llugar de Baxo
- El Llugar de Riba
- El Picón
- La Pruvía
- Valmecía